# Miloslav Vavrda
Miloslav Vavrda (20. září 1902 Vildštejn u Chebu – 13. října 1984 Praha) byl úředník, publicista, překladatel a především propagátor československého woodcrafterského hnutí. Používal též pseudonym Minehava.

## Životopis
Matka Libuše (1877-1941), sourozenci Jaroslav(*1898), Břetislav (*1900) a Vratislav (*1921). Dětství prožil s oběma staršími bratry v Táboře, zhruba od deseti let žil v Praze. Starší bratr Břetislav byl členem Hlavního stanu Baden Powellových skautů, on sám vstupuje do Setonových skautů. Spolu s dalšími kamarády je členem kmene Seminolů, který vede Géza Včelička (později známý trampský publicista). Nelíbí se mu jednostranné zaměření oddílu na sport a vstupuje na podzim 1922 do nově vzniklé Ligy lesní moudrosti, kde je členem kmene Táborníci. Díky svým schopnostem se brzy stává členem náčelnictva LLM v mnoha funkcích (jednatel, zahraniční zpravodaj, pokladník atd). Předválečná LLM má ve svém středu mnoho levicových vůdců, ke kterým patří i Míla Vavrda, ale přesto v době pokusu o politický převrat v LLM, roku 1926 skupinou okolo Prokopa Koudely a Josefa Fischera, stojí neochvějně na straně apolitické LLM. Zakládá kmen Bílého Slunovratu, který je na přelomu 20. a 30. let největším střediskem Lesní moudrosti v Praze. Šéfredaktor časopisů Slunovrat (1931-1934) a Vatra (1928). Byl také čestným členem anglické organizace woodcrafterů Řádu lesního rytířstva.
Pro nesouhlas s ideologií náčelnictva LČW, vedeným Villiamem Vallovičem, je roku 1932 vyloučen z LČW. Spolu s ním, na protest proti tomuto jednání, vystupují z LČW desítky největších osobností a zakládají Družstvo Walden, které je neoficiální další woodcrafterskou organizací. Roku 1936 je hlavním iniciátorem návštěvy E. T. Setona a jeho manželky Julie v Československu. Je anulováno jeho vyloučení z LČW a samotný Ernest Thompson Seton mu vysloví veřejně své uznání za jeho práci. V té době je Vavrda již ženatý se svou dlouholetou přítelkyní a woodcrafterkou Milušou Kudělkovou (23. 12. 1903 - 14. 3. 1983). Společně s Přemyslem Pittrem byl nejbližším přítelem zakladatele československého woodcraftu prof. Miloše Seiferta (1887-1941). Během války Míla Vavrda osvědčil svoji občanskou statečnost. V době heydrichiády, kdy jen za schvalování atentátu bylo popraveno tisíce Čechů, skrýval Míla ve svém malém domku na Praze-Spořilově ilegálního pracovníka odboje, úporně hledaného gestapem. Riskoval tím vyvraždění celé rodiny a přátel, kteří o tom věděli. Stejně statečně Míla souhlasil s tím, že přes chatu Walden na hranici Slovenska bude převádět tehdejší správce chaty význačné pracovníky odboje proti nacismu na Slovensko. Tak přešel například přes chatu Walden Jan Šverma, ale i jiní.
V obnovené Lize československých woodcrafterů byl Míla posledním náčelníkem před zrušením Ligy po komunistickém puči v roce 1948. Po celou dobu totalitní komunistické diktatury nepřestal se Míla zajímat o dění v různých skupinách mládeže, které pracovaly ilegálně v duchu Lesní moudrosti. Jeho významným činem byt překlad Setonovy knihy „Cesta životem a přírodou". Překlad pořídil nejprve v ruském vydání, později z anglického originálu. Kniha vyšla v roce 1977 v nakladatelství Orbis. Tehdejší cenzura nedovolila uveřejnit kapitolu o vzniku woodcrafterské organizace E. T. Setona v Americe. Již předtím ji unikl překlad Setonovy „Knihy lesní moudrosti", který v roce 1970 pořídil Miloš Zapletal a vyšel v nakladatelství Albatros. Byla proto opatrnější. Avšak zásluhou RNDr. Ivana Makáska byla uvedená kapitola cenzurované knihy vydána ilegálně a to ve značném nákladu. V červnu 1980 se konal na Samechově ilegální sněm bývalých členů Ligy lesní moudrosti kde byla oceněna celoživotní práce Míly Vavrdy v duchu lesní moudrosti a byl jmenován jejím čestným náčelníkem. Ve svém osobním archivu shromažďoval Míla Vavrda písemný materiál s tematikou lesní moudrosti, a to nejen z konce první republiky, ale i za nacistů a za komunistické diktatury. Se souhlasem rodiny byl roku 1992 archiv předán do Národního pedagogického muzea J. A. Komenského v Praze, kde je přístupný badatelům v oblasti výchovy mládeže.

## Dílo
- Miloš Seifert, zakladatel českého woodcraftu (Les, 1932)
- Z historie Ligy lesní moudrosti v Čechách (Liščí kmen Praha, 1944) + Jiří Gojda
- Miloš Seifert. Život zakladatele lesní moudrosti v mých vzpomínkách (rukopis, 1945, archiv NPMK JAK Praha)
- Dějiny ligy (strojopis, 1948), 1. samizdatové vydání(Šrámizdat, 1988), reprint pod názvem Dějiny ligy (čsl. woodcrafterů), Knihovna Karla Dvořáčka, 2012
- Devadesát let života Ferdinanda Krcha, zasloužilého učitele (Albatros, 1971)
- Kronika hnutí lesní moudrosti (strojopis, 1980, archiv NPMK JAK Praha)
- Miloš Seifert, nástin jeho života a práce (strojopis, 1980, archiv NPMK JAK Praha)

## Překlady z angličtiny
- Seton - Cesta životem a přírodou (Orbis, 1977)
- Seton - Vznik hnutí Woodcrafterských indiánů (ZO ČSOP Taraxacum, 1979)